# Церква на честь Чуда архістратига Михаїла (Підгірці)
Церква на честь Чуда архістратига Михаїла (Церква Святого Архістратига Божого Михаїла) — православний (ПЦУ) дерев'яний храм у селі Підгірці (Обухівський район) Київської області, пам'ятка архітектури національного значення (охорнонний номер 938), шедевр української  народної архітектури.

## Історія
Церкву було збудовано 1742 року ігуменею Флорівського монастиря у Києві. В основі храму є проста дерев'яна конструкція-кліть, ця особливість була типова для споруд княжої доби. Храм тридільний у плані, має три бані.
У середині XIX століття поруч із храмом збудовано двоярусну дзвіницю, а до храму добудовано додаткові об'єми. Також в той час у храмі було влаштовано розписи, що збереглися дотепер.
З «Памятной книжки Киевской епархии на 1882 год» можна дізнатись не лише інформацію про дату спорудження церкви, а й інші дані. Так, 1882 року настоятелем церкви був О.І.Каменський. Церква була 6 класу, при ній був 1 член причту, було 1490 парафіян.
Аналогічна книжка видання 1913 року містить цінний матеріал про церкву станом на 1912 рік. Парафіян було 2600 осіб, церква мала землі понад 42 десятини. Були окремі служби для свяшенника та псаломщика, з яких власне і складався штат церкви. У парафії діяла 1-класна церковно-парафіяльна школа.
З 1905 по 1910 настоятелем був Олександр Лукич Соколовський (1878 - ?). 1912 року псаломщиком у сані диякона було призначено Павла Ларивіновича Титаренка (1881 - ?).
У радянський час храм певний час використовувався як склад. Сьогодні храм знову є діючим, духовним осередком села Підгірці.
Метричні книги, клірові відомості, сповідні розписи церкви св. Петра і Павла, з [1742р.] св.Михаїла с. Підгірці XVIII ст. - Київської сот. і п., з 1781 р. Київського пов. і нам., з 1797 р. Київського пов. і губ.; XIX ст. - Великодмитрівської волості Київського пов. Київської губ. зберігаються в ЦДІАК України. http://cdiak.archives.gov.ua/baza_geog_pok/church/pidg_002.xml [Архівовано 21 грудня 2018 у Wayback Machine.]